# Afijo posesivo
En lingüística, un afijo posesivo es un sufijo o prefijo que se apega a un sustantivo para indicar su posesor, de manera similar a los adjetivos posesivos. Los sufijos posesivos se encuentran en algunas lenguas urálicas, altaicas, semíticas, mayenses e indoeuropeas. Se pueden hallar sistemas complicados en las lenguas urálicas: por ejemplo, el nenezo tiene 27 (3×3×3) formas diferentes de indicar el posesor (de primera, segunda o tercera persona), el número de posesores (singular, dual, plural) y el número de objetos poseídos (singular, dual, plural). Esto le permite a los hablantes de nenezo expresar "muchas casas de nosotros dos" en una sola palabra.
- Datos: Q804020